# Кадашёвская слобода
Кадашёвская слобода́, Кадаши́ — историческая местность в московском районе Якиманка, впервые упомянутая как село Кадашово в духовной грамоте Ивана III (1504 год) и достигшая расцвета в середине XVII века, при Алексее Михайловиче. Крупнейшая из слобод Замоскворечья, в XVII веке Кадашёвская слобода занимала территорию между Якиманкой, Ордынкой, Николаевской улицей, Полянским рынком и старицей реки Москвы. На территории бывшей слободы, в Лаврушинском переулке, находится Государственная Третьяковская галерея; c 2004 года действует музей «Кадашёвская слобода» при храме Воскресения Христова.
Традиционная московская топонимика возводит название слободы к кадь (бочка): кадаши — бондари, мастера по изготовлению бочек, кадушек и прочей деревянной утвари. Однако роль слободы в жизни города была существенно выше, чем могло бы обеспечить единственное ремесло: жители слободы промышляли торговлей (кадь — еще и мера объема для различных сыпучих тел), а с 1613 года здесь появилось значительное ткацкое производство, и, по мнению историка И. Е. Забелина, село называлось Каташево, так как селяне занимались катанием изготовленного для беления полотна. Также встречается мнение, что в основе названия есть финно-угорское слово, которое можно примерно перевести как «возделываю руками». Некоторые исследователи усматривают в названии тюркские корни — возможно здесь, недалеко от Ордынки жили кади — татарские судьи, или кадаши — «товарищи, члены свободного сообщества, жители слободы».

## История

### XIV—XVI века

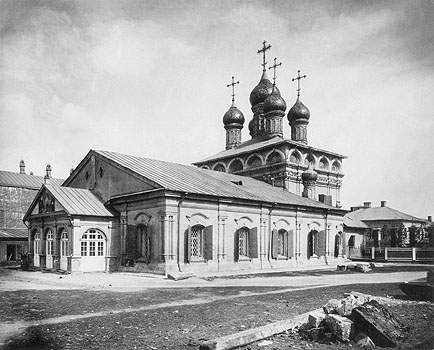
Церковь св. Космы и Дамиана, фото из альбома изд. Н. А. Найдёнова 1883 года

Слобода зародилась на большой дороге, проходившей от перевоза через реку Москву вблизи устья Неглинной — на юг-юго-восток, в Серпухов. Дорога эта, неоднократно менявшая основную трассу, проходила примерно вдоль современной Полянки. Параллельно ей, к востоку, прошла Ордынская дорога (на Коломну и далее). Современная сеть радиальных переулков Кадашёвской слободы повторяет заданное в XIV веке направление на юг-юго-восток — в отличие от Ордынки и Пятницкой, трассы которых приняли современный вид (строго на юг) в первой трети XVII века.
Историческим ядром слободы изначально была церковь св. Космы и Дамиана Асийских «что в Кадашах», стоявшая на месте современного сквера у дома по Большой Полянке, 4 — на бойком месте рядом с переправой через топкую старицу реки Москвы (современный Малый Каменный мост). На восточной стороне в XV веке сформировался второй, более молодой центр вокруг церкви Воскресения в Кадашах, впервые упомянутой в 1493 году в завещании князя Патрикеева (современное здание построено в 1687—1695 годы). Её место в иерархии замоскворецких церквей было закреплено порядком московского колокольного звона: первыми начинали звон колокола в Кремле и в монастырских соборах, затем — церковь Воскресения в Кадашах — и только после неё прочие приходские храмы. Здание церкви, выстроенное заново в 1680-е годы, лежит строго на луче, соединяющем колокольню Ивана Великого с храмом Вознесения в Коломенском. Именно Воскресенская улица (современный 1-й Кадашёвский переулок), проходившая рядом с Воскресенским храмом, и стала главной улицей Кадашей.

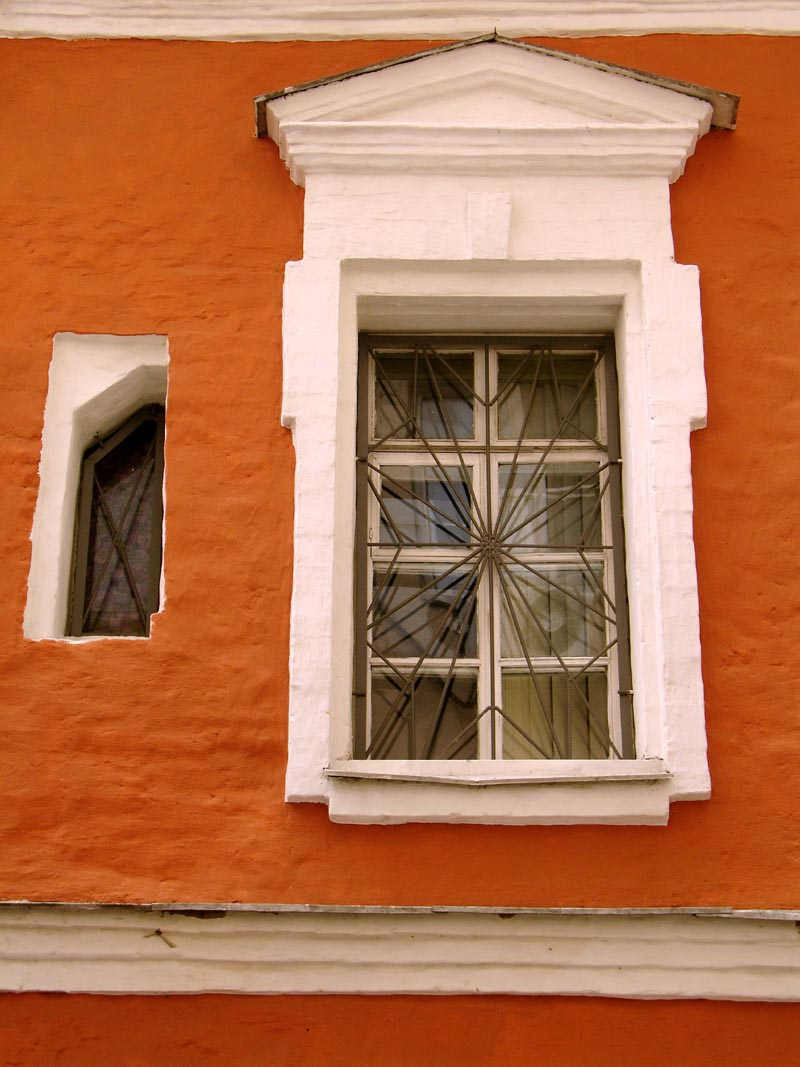
Палаты XVI—XVIII веков в Ордынском тупике

На рубеже XV—XVI веков на территорию Кадашей, с юга, вторглась Толмачёвская слобода, ранее находившаяся к востоку от Ордынки (см. Старый Толмачёвский переулок). Главной улицей новых Толмачей стала Николаевская. К западу от Якиманки с Кадашами соседствовала сильная Голутвинская слобода при подворье Коломенского Голутвина монастыря, с севера (между старицей и рекой Москвой) — дворцовые сады и Садовнические слободы.
Петров и Сигизмундов «чертежи» (карты Москвы) 1599 и 1610 годов, зафиксировавшие Москву такой, какой она была перед разрушениями Смутного времени, показывают территорию Кадашей полностью застроенной. У стены Скородома, в XVI веке сформировались поселения стрельцов, казаков и иностранных наёмников. Между Кадашами и дальними слободами — чистое пространство, «всполье», со всех сторон окружённое деревянной застройкой. Существует версия, что всполье принадлежало именно кадашёвцам, как общинный выгон для скота в пределах города, что было признаком особого привилегированного положения слободы. По другой версии, здесь была торговая площадь — необычно обширная для Москвы XVI века. Вплоть до середины XIX века бывшее всполье оставалось застроенным только по периметру, и до сих пор в центре Замоскворечья сохраняется необычно большой для центра города квартал между Пыжевским, Старомонетным, 1-й Казачьим переулками и Ордынкой.

### XVII век

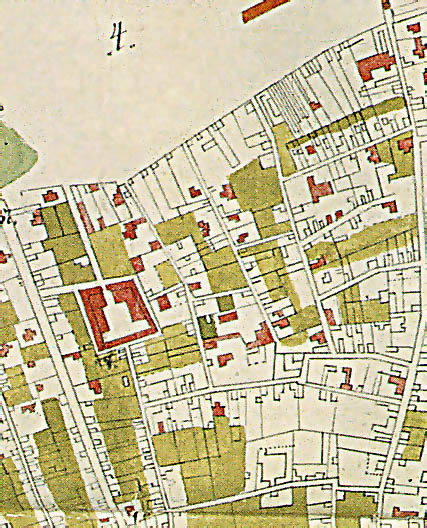
Карта 1760-х годов. Крупнейшая постройка (выделена красным) — бывший Хамовный, а в XVIII веке Денежный двор

В первое десятилетие по завершении Смуты слобода изменилась: здесь возник центр ткацкого производства. Первые сведения о нём известны с 1613 года, а в 1622—1623 Михаил Фёдорович закрепил привилегированное положение Кадашей: слобода стала «государевой хамовной» (хам — льняное полотно), поставлявшей ко двору узорчатые ткани. Рядом с ткачихами и швеями (ткаческое ремесло было преимущественно женской долей) работали художники и ювелиры. Благодаря освобождению от податей и повинностей процветала торговля.
К середине XVIII века слобода достигла расцвета, захватив кварталы по обе стороны Большой Ордынки. Число дворов увеличилось с 413 в 1630 году до 510 в 1682 году. В то время, в связи с переносом переправы через Москву-реку на линию Балчуг—Пятницкая улица, куда и переместилась большая дорога на юг — юго-восток, Ордынка превратилась во второстепенную, внутрислободскую улицу: в документах XVII века она именуется Перепёлкиной улицей, по имени домовладельца. Главенство «ордынского», юго-восточного, направления, сохранялось: все современные переулки слободы, идущие с севера на юг — юго-восток, в XVII веке считались улицами.
В 1658 году Алексей Михайлович основал в Кадашах государев Хамовный двор, располагавшийся правильным квадратом на месте современных домов 5-11 по Старомонетному переулку. Уже по завершении первой очереди строительства (1658—1661) Хамовный двор стал одним из крупнейших ансамблей Москвы в целом — по территории он был сравним с городскими (Ивановским, Высокопетровским) укреплёнными монастырями. К 1661 году здесь заработал двухэтажный ткацкий корпус; в начале правления Петра I стены и башни были надстроены и приобрели высокие бочкообразные кровли, зафиксированные обмерами 1775 года.

### XVIII—XIX века

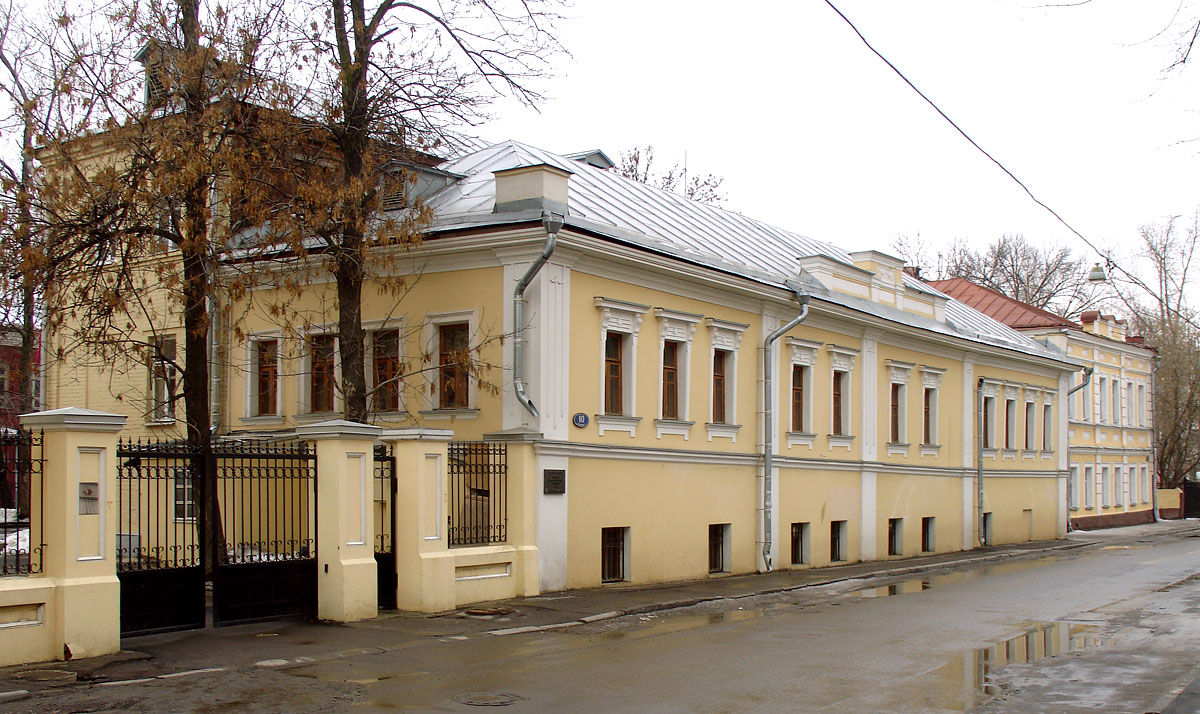
1-й Кадашёвский переулок. Застройка XVIII—XIX веков

В конце XVII века, после общего для заречных слобод расцвета, отмеченного постройкой храмов Воскресения Христова, Николы в Толмачах, Григория Неокесарийского (на Полянке) и стрелецкого Николы в Пыжах, слобода утратила свои привилегии. Неизвестно, затронул ли её прямо разгром стрельцов после бунта 1698 года, но вскоре Кадаши пришли в упадок.
Пётр I, учредив полотняный завод в Преображенском, отказался от поддержки хамовного производства в Кадашах. В 1701 году на месте запустевшего Хамовного двора начал работу Кадашёвский монетный двор, действовавший здесь до 1736 года. «В документах петровского времени это предприятие упоминается под самыми различными названиями — Хамовный, Кадашёвский, Замоскворецкий, Новый монетный, Монетный денежный, Адмиралтейский и Военно-морской двор». Дело в том, что этот монетный двор, пятый по счёту в петровской Москве, был основан Адмиралтейским приказом, и поставлял деньги флоту. Само слово монета было введено при Петре, в отличие от старых серебряных денег, поэтому и производство вначале именовалось именно денежным двором. Кроме традиционных денег и новых монет, здесь чеканили «бородовые знаки» — свидетельства об уплате налога на бороду.

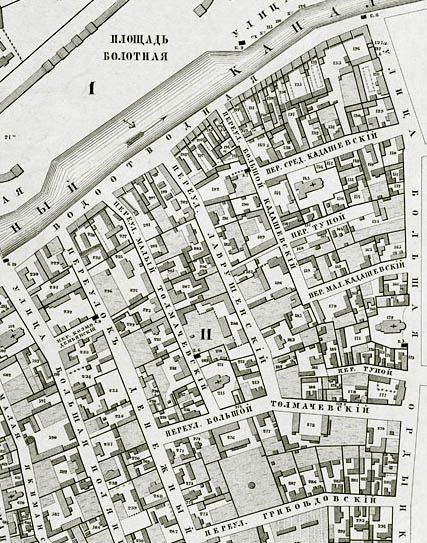
Карта 1850-х годов отражает уличную сеть, сложившуюся в 1780-е годы и окончательно зафиксированную после застройки Денежной площади (1800-е годы).

Первая половина XVIII века — период после переноса столицы в Санкт-Петербург и запрета на каменное строительство 1714 года — не оставила в слободе ярких сохранившихся памятников, и в целом для Москвы была периодом упадка. Тем не менее, именно серединой XVIII века датируется большинство сохранившихся кадашёвских палат. В Замоскворечье параллельно происходили два процесса: владения, выходившие на большие радиальные улицы, укрупнялись и застраивались крупными усадьбами знати; в стороне от больших дорог, в Кадашёвских переулках, шла постепенная перестройка в камне старых кварталов с сохранением масштаба, установленного в XVII веке. Слободской уклад жизни был полностью разрушен на больших улицах, но сохранялся в глубине Кадашей.
В течение 1770-х и 1780-х годов произошло последнее по времени изменение уличной сети Замоскворечья. Около 1770 года Лаврушинский проезд получил сквозной выход в Большой Толмачёвский переулок; на перекрёстке была выстроена усадьба Демидовых. Севернее неё, между Лаврушинским и Малым Толмачёвским переулками, появилась обширная, в квартал, усадьба военного семейства Кологривовых — в будущем ядро Третьяковской галереи. На основе Прожектированного плана 1775 года вдоль старицы реки Москвы был спланирован фасад каменных домов современной Кадашёвской набережной, а после наводнения 1783 года по старице реки Москвы был проложен постоянный Водоотводный канал. При ремонте Каменного моста и постройке канала использовали кирпич от разборки построек Хамовного двора. Он простоял ещё 20 лет и был окончательно снесён в 1803; на его месте образовалась Денежная площадь, вскоре застроенная домами по Старомонетному переулку.

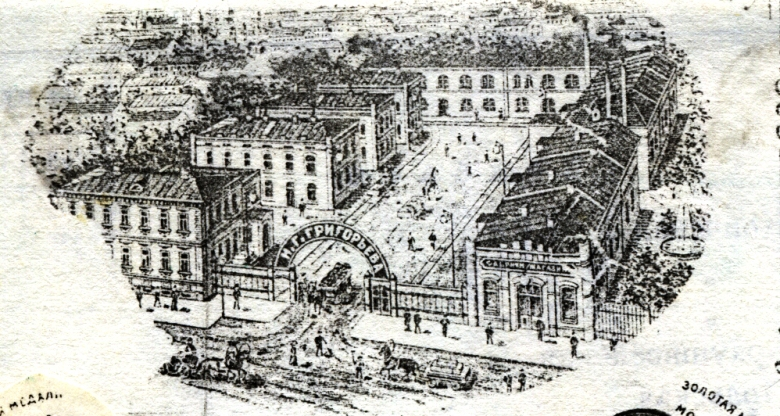
Колбасная фабрика Николая Григорьева, ок. 1900

С. В. Виноградов Весна Церковь Воскресения Христова в Кадашах. 1910

Восстановленная после пожара 1812 года застройка Кадашей в течение последующего столетия почти не изменилась: только в предреволюционное десятилетие по Старомонетному переулку началось строительство доходных домов (1908, арх. А. В. Иванов), а рядом с Храмом иконы Богоматери Всех скорбящих радости были выстроены Кадашёвские бани (1905, арх. А. Э. Эрихсон).
За церковью Воскресения был построен небольшой завод, в 1878 году приобретенный Н. Г. Григорьевым, перестроенный им и к концу века превратившийся в процветающую колбасную фабрику. Фабричный комплекс включил в себя ряд построек более раннего времени, в том числе палаты князей Оленевых рубежа XVII—XVIII вв., в которых расположилась фабричная контора.
В 1872 году кологривовская усадьба перешла в собственность рода Третьяковых. По мере расширения частного собрания картин, в 1881—1891 годах арх. А. С. Каминским были выстроены выставочные залы по Малому Толмачёвскому переулку. После смерти П. М. Третьякова, в 1899—1906 годах главный жилой дом был также перестроен под галерею и приобрёл новый фасад по проекту В. М. Васнецова. Васнецовский фасад — всё, что осталось от дореволюционной Третьяковки после реконструкций 1980-х — 1990-х годов (см. ниже).

### XX век и современность
Генеральный план реконструкции Москвы 1935 года предполагал пробить по Ордынке одну из трёх главных магистралей столицы — от Останкина до Серпуховского шоссе. По проектам 1934 года, разработанным мастерской Н. А. Ладовского, ответственного за генплан Замоскворечья, весь район Ордынки — Пятницкой следовало перестроить в широкий парадный бульвар, обрамлённый крупномасштабными кварталами-новостройками. Этот проект, также как и проект Ладовского по перестройке Садовников, реализован не был.

#### Вторжение многоэтажной застройки

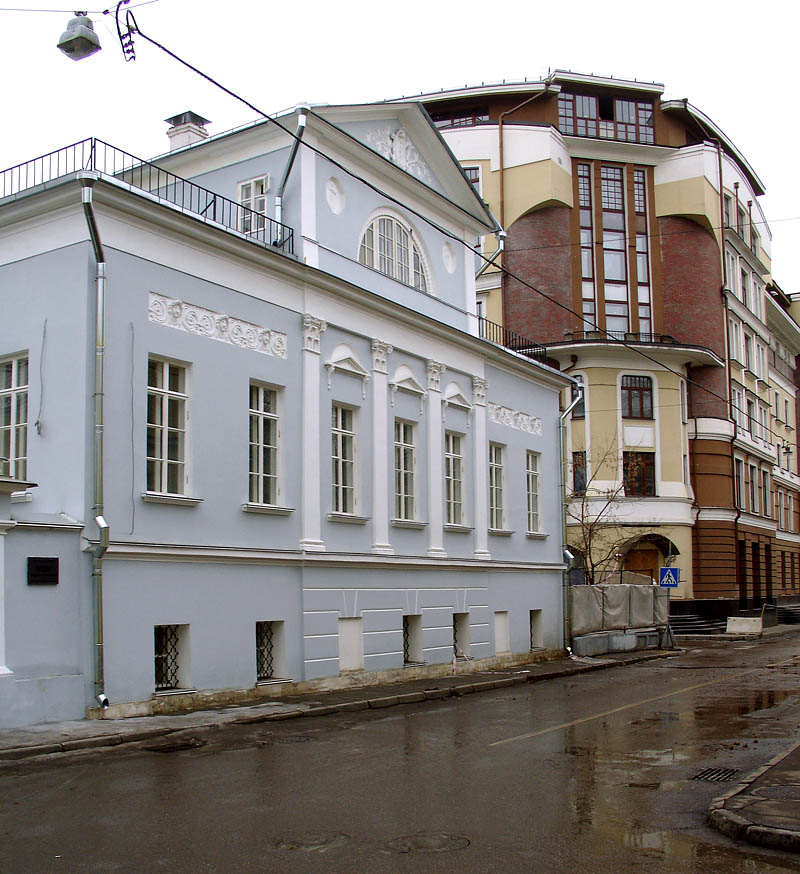
Семиэтажный дом современной постройки подавляет старую усадьбу XVIII—XIX веков (1-й Кадашёвский переулок, 12 и 14). При постройке новодела были снесены палаты XVIII века

Другое положение Генплана 1935 года предписывало замкнуть Бульварное кольцо в Замоскворечье. Этот проект также не был выполнен, но оставил следы в Кадашах. В Лаврушинском переулке возник многоэтажный «Дом Писателей» (1937, арх. И. И. Николаев, надстроен в 1947—1948), в Старом Толмачёвском, уже после войны, — здание Минатома (1957, арх. П. П. Зиновьев, Л. З. Чериковер). В начале Большой Полянки выстроили многоэтажные дома по проектам А. Г. Мордвинова и А. К. Бурова (экспериментальный крупноблочный дом, 1940).
В 1973 году городские власти утвердили создание девяти заповедных зон в центре Москвы; под № 9 в список вошло Замоскворечье, с ядром охраняемой территории в Кадашах. С этого момента здесь допускалась только застройка «зданиями, архитектура и этажность которых определяются в композиционной увязке с существующей застройкой» — то есть исключалась массовая, типовая застройка. Действительно, вплоть до конца 1990-х годов новое строительство в Кадашах, помимо расширения Третьяковки, приостановилось.
В 1990-е — 2000-е годы в Кадашах велось «точечное» строительство, вновь исказившее силуэт старой слободы. На месте одно-двухэтажной застройки появились дома в 7-8 и выше этажей (1-й Кадашёвский переулок, 12; Старый Толмачёвский, 4; Старомонетный, 18 и другие). На участке, непосредственно примыкающему к Воскресенской церкви (здесь располагались корпуса колбасно-гастрономической фабрики купца Н. Г. Григорьева, действовавшей до 1918 г.) запланировано строительство масштабного жилого комплекса «Пять столиц». В зону сноса попадает и дом причта церкви — памятник XVIII века.
«В результате, помимо подлинного исторического силуэта Замоскворечья, уничтожается также и неповторимая атмосфера одного из последних районов старинной низкоэтажной застройки в центре столицы… массивные объёмы жилого комплекса высотой от трех до шести этажей нависнут над церковью со всех сторон, во много раз превысят её по своим размерам, закроют большую часть её живописных ракурсов». Противостояние в охранной зоне церкви Воскресения Христова привело к битве при Кадашах. В 2013 году в ожидании возобновления работ Фронде ТВ и Храм Воскресения направил мэру Москвы Собянину обращение Москвичей в защиту Кадашевской слободы.

#### Расширение Третьяковки
Первая очередь реконструкции, начатой в 1983 году и продолжающейся в 2008—2010 годах, завершилась приёмкой в 1985 году кубообразного здания депозитария (Лаврушинский, 8), «крайне невыразительного по архитектуре», где во время реконструкции главного здания хранились сокровища музея. В январе 1986 года Третьяковка, которой тогда руководил Ю. К. Королёв, была закрыта для посетителей. Часть картин из «лаврушинских» фондов была выставлена в новом зале на Крымском Валу, объединённом с Третьяковской галереей в 1985.
Вторая очередь реконструкции (1986—1995) «обернулась фактической гибелью памятника». Были сломаны здания старой галереи (и XIX века, и «щусевские» 1930-х годов), южного флигеля, ограды храма Николы в Толмачах. Внутренние дворы щусевского корпуса оказались перекрыты и перестроены под выставочные залы. Новый инженерный корпус по Большому Толмачёвскому переулку (1989) оказался вне связи с окружающей застройкой, а по Малому Толмачёвскому и вовсе оказалась глухая стена длиной в целый квартал.
В конце 2007 года были обнародованы планы по застройке северной части квартала Третьяковки, по Малому Толмачёвскому и Кадашёвской набережной (снесён в 1994 году, см. ниже). По предложению «Моспроекта-4» (главный архитектор проекта А. Г. Сержантов) на Кадашёвской набережной будет воссоздан сплошной фронт застройки, причём со стеклянным куполом: «У Третьяковской галереи должен быть такой фасад, который не прятался бы где-то в глубине кварталов, не сливался с окружающей застройкой, а четко обозначал место, где расположена главная картинная галерея страны». По Малому Толмачёвскому переулку будет выстроена ещё одна глухая стена. Общая площадь новых выставочных залов — 8100 м².

#### Разрушение Кадашёвской набережной
В послевоенные годы на набережной были снесены дома № 2, 4, 14, 20, 26, 28, 32. Здание гостиницы на углу Старомонетного (№ 6) надстроили с 4 до 6-7 этажей. Оставшаяся застройка была объявлена памятником архитектуры.
В 1994 году, несмотря на протесты прокурора Москвы и общественности, охраняемый памятник архитектуры «Кадашёвская набережная» (дома 12, 16, 18, 30) был снесён. На его месте к 1999 году был выстроен двух-трёхэтажный фасад «под старину». Статус памятников с домов 12-30 был снят только в 1998 году. К востоку от Лаврушинского переулка, на месте одно-двухэтажного фасада возникло офисное здание с угловой ротондой, заимствованной у дома Разумовских, что на Воздвиженке, — решение, по мнению критиков, совершенно неуместное в Замоскворечье. Единственное историческое здание на набережной к востоку от Лужкова моста — угловой дом № 22, к западу — надстроенный № 6.

## Улицы и переулки Кадашей
| Современное название | Большая Якиманка и Полянский переулок | Малая Якиманка         | Большая Полянка       | Старомонетный переулок | Малый Толмачёвский переулок | Лаврушинский переулок     | 1-й Кадашёвский переулок | Большая Ордынка   |
| -------------------- | ------------------------------------- | ---------------------- | --------------------- | ---------------------- | --------------------------- | ------------------------- | ------------------------ | ----------------- |
| В XIX веке           | Большая Якиманская улица              | Малая Якиманская улица | Большая Полянка       | Денежный переулок      | Малый Толмачёвский          | Лаврушинский              | Большой Кадашёвский      | Большая Ордынка   |
| В XVII веке          | Большая Акиманская улица              | Акиманская улица       | Козмодемьянская улица | Приказная улица        | Мухина улица                | Хохлова или Попкова улица | Воскресенская улица      | Перепёлкина улица |
| Фото                 |                                       |                        |                       |                        |                             |                           |                          |                   |

| Современное название | Кадашёвская набережная       | 2-й Кадашёвский переулок     | Кадашёвский тупик | 3-й Кадашёвский переулок   | Ордынский тупик     | Большой Толмачёвский переулок | Бродников переулок                     |
| -------------------- | ---------------------------- | ---------------------------- | ----------------- | -------------------------- | ------------------- | ----------------------------- | -------------------------------------- |
| В XIX веке           | Водоотводная улица           | Средний Кадашёвский переулок | Тупой переулок    | Малый Кадашёвский переулок | Тупой переулок      | Большой Толмачёвский переулок | Бородинский переулок и Полянский рынок |
| В XVII веке          | Царицына и Кадашёвская улицы | Воскресенский переулок       | Алымов переулок   | Билибинский переулок       | Перепёлкин переулок | Николаевская улица            | Полянский торг                         |
| Фото                 |                              |                              |                   |                            |                     |                               |                                        |

Исчезнувший в предвоенные году Козмодемьянский переулок, названный по имени церкви св. Козьмы и Дамиана, находился на месте современного дома 1/3 по Большой Полянке, построенного в 1940 году.
Из всех упомянутых улиц и переулков в советское время была переименована только Большая Якиманка — в улицу Димитрова и обратно. Собственно Кадашёвские переулки и набережная — не переименовывались.

## Памятники Кадашей
Кроме упомянутых выше храма Воскресения в Кадашах и Третьяковской галереи (ГТГ), под государственной охраной находятся:

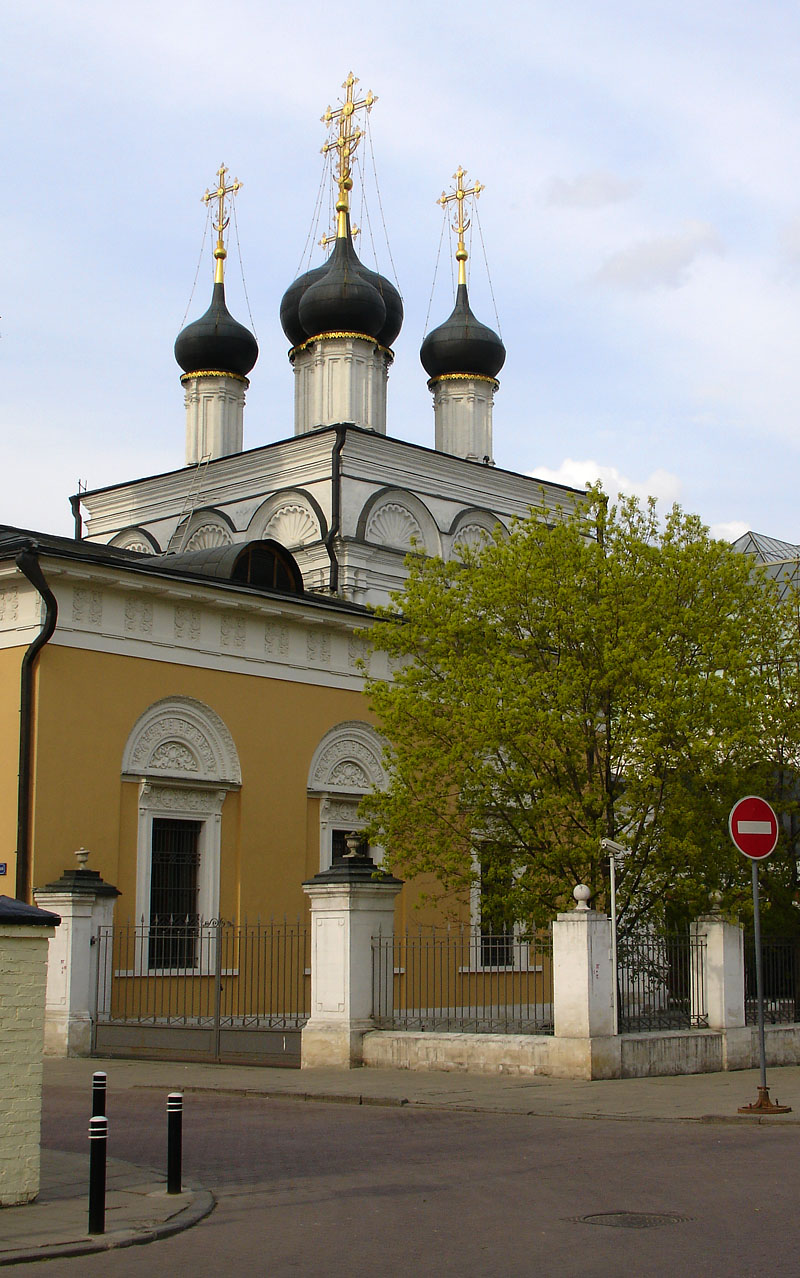
Храм Святителя Николая в Толмачах

- 1-й Кадашёвский переулок, 10 — комплекс из трёх жилых домов XVII—XIX веков. На рубеже XVIII—XIX веков — единое владение «суконной фабрики содержательницы Федосьи Евреиновой». Реставрированы в 1990-е годы[43].
- 1-й Кадашёвский переулок, 14/13 — городская усадьба XVIII—XIX века. В основе главного дома — палаты середины XVIII века.
- Большая Ордынка, 20 — Храм иконы Богоматери Всех скорбящих радости. Трапезная и колокольня постройки В. И. Баженова, 1783—1791; главная ротонда — постройки О. И. Бове, 1828—1833. Построены на средства кадашёвских купцов Долговых — отца и сына.
- Большой Толмачёвский переулок, 3 — городская усадьба Демидовых, 1770-е годы, перестройка 1814 года.
- Большой Толмачёвский переулок, 5 — 11 — одно-двухэтажные дома XIX века. Исторический дом Е. С. Лобковой (№ 7), ещё в апреле 2005 года доступный для публичных экскурсий,[44] в 2007 году частично разобран, стоит в руинах.
- Лаврушинский переулок, 3 — приют для вдов и сирот русских художников имени П. М. Третьякова, архитектор Н. С. Курдюков, инженер Н. Егоров. Выстроен в 1912 году двухэтажным, впоследствии надстроен до 4 этажей
- Лаврушинский переулок, 4 и 6 (на территории ГТГ) — усадьба XVII—XIX веков. Включает палаты Гусятниковых постройки 1680—1690-х годов и ампирный главный дом купца Савельева 1822 года[45].
- Лаврушинский пер. д.17 с1 — палаты XVII—XVIII веков. По переписи 1739 года принадлежали полковнику Василию Титову; его отец, Григорий Титов, был главою московских стрельцов, а дед, Семён Титов — думным дьяком при Алексее Михайловиче. Ядро здания (подвалы и подклет западной части) — палаты постройки 1650—1660-х годов. В 1670—1680-е годы здание расширили пристройкой с востока, в 1750-е годы — к северу. При реставрации, в целом сохранившей изменения здания в XVIII—XIX веках, был воссоздан облик палат, сложившийся в третьей четверти XVIII века[46].
- Малый Толмачёвский переулок, 9 (на территории ГТГ) — Храм святителя Николая в Толмачах. Основной объём построен кадашёвцами Кондратием и Лонгином Добрыниными в 1690-е—1697. В пожар 1812 года церковь уцелела, но весь её приход выгорел: два года невостребованный храм стоял запертым. Колокольню выстроил в 1833—1834 Ф. М. Шестаков.

В Лаврушинском переулке установлены памятники П. М. Третьякову (у главного входа в ГТГ) и писателю И. С. Шмелёву — уроженцу Кадашей.

## Кадаши в литературе
Из тридцати пяти чаще всего я звоню на четырёх колокольнях: на Бережковской набережной, на Кадашёвской, близ Большой Ордынки, на Псковской близ Арбата на Спасо-Песковской площадке, и на Никитской…
Анастасия Цветаева, «Сказ о звонаре московском», 1927—1976

Злые ливни веков по Москве барабанят,

но не трогают в замоскворецкой тиши

Кадашёвский тупик, Кадашёвские бани,

Кадашёвскую глушь, Кадаши, Кадаши…

Вадим Егоров, 1984

Осталась церковь в Кадашах,

Где мы компанией гуляли,

В розлив портвейн стаканом брали

И говорили во дворах.

Дома московского ампира,

Канал, вчерашняя вода…

Гремела варварская лира -

Я пел по-своему тогда.

Владимир Бережков, 1985